# Платежна система
Платежна система е съвкупност от правила, процедури и техническа инфраструктура, с които се осигурява прехвърляне на средства между икономически субекти. Платежните системи са един от ключовите компоненти на съвременните монетарни системи.
Обикновено се подразбира, че с платежните системи се прехвърлят пари. От юридическа гледна точка в повечето от случаите се прехвърля дълг: средствата, които платежната система дължи на един клиент, стават дължими на друг клиент. Когато първият клиент предава на платежната система пари, сумата на превода се фиксира и става дълг на системата към клиента. Клиентът със свое разпореждане може да укаже на системата, че тя има дълг не към него, а към втори неин клиент. Ако вторият клиент се обърне към платежната система, той има възможност да получи паричния еквивалент на този дълг. В редица случаи ролята на платежно средство играят не пари или дълг, номиниран в пари, а условни платежни единици или специализирани ценни книжа.
Платежните системи са заместител на плащането с налични пари при осъществяване на вътрешни и международни плащания и е една от основните услуги, предоставяни от банките и от другите финансови институции. Най-голямата услуга от този вид е системата SWIFT на английски: SWIFT (Society for Worldwide Interbank Financial Telecommunications).
Разширена форма на платежна система (включително физическа или електронна инфраструктура и свързаните с тях процедури и протокол) е осъществяването на финансови трансакции с помощта на банкомати, платежни киоски, ПОС терминали, предплатени карти; електронни портмонета; трансакции на валутните пазари, пазарите на фючърси, деривати и опции. Някои платежни системи включват в себе си кредитни механизми, но те попадат извън обсега на платежните системи.
Електронните платежни системи са вид платежни системи, при които трансакциите се осъществяват чрез електронни съобщителни мрежи (например интернет) или с платежни чипове.

## Реализации

### Платежни и клирингови системи
Това е непълен списък, който никога не може да отговаря на определени стандарти за пълнота. Можете да го допълвате от реномирани източници.
- БОРИКА (България) [1]
- БИСЕРА (България) [2][3]
- RINGS (България) [4]
- SEPA (Европейски съюз) [5]
- TARGET2 (Европейски съюз) [6]
- IBAN (Международен стандарт)
- BIC (Международен стандарт)
- SWIFT (Международна)
- TIPANET (Европейски съюз)
- PE-ACH (Европейски съюз)
- СПФС (Русия)
- Мир (Русия)
- BACS (Великобритания)
- CHAPS (Великобритания)
- HiPay (Франция)
- Bankgirot (Швеция)
- PlusGirot (Швеция)
- Bankgirocentralen (Норвегия)
- Fedwire (САЩ)
- CHIPS (САЩ)
- ACH Network (САЩ)
- EPN (САЩ)
- FedACH (САЩ)
- UnionPay (Китай)
- FPS (Хонконг)
- LankaPay /по-рано SLIPS/ (Шри-Ланка)
- BankservAfrica (Южна Африка)
- APACS

### Алтернативни системи
1. Електронни и мобилни портфейли – плащането се извършва с помощта на електронни портфейли:
- CyberPlat (Международна) – първата система от 1997 г.
- Webmoney /1998 г./ (Международна)
- RBK Money /създадена през 1998 г. като RUpay/ (Русия)
- Яндекс. Деньги /създадена през 1998 г. като PayCash/ (Русия)
- Google портфейл (Международна)
- PayPal
- Neteller
- E-gold
- QIWI /2007/ [7][8]

2. Мобилно банкиране – плащане чрез мобилни приложения: ApplePay, SamsungPay и др. 
3. Плащане чрез кратки текстови съобщения SMS.
4. Плащане с превод чрез банкови приложения на мобилни устройства (разработка на самите банки): 
DSK Smart , DSK Direct Mobi , ОББ Мобайл , RaiMobile , Булбанк Мобайл , e-Postbank  и др.
5. Системи за онлайн-разплащания на дребно: Amazon, AliPay и др.
6. P2P преводи: Western Union , Юнистрим, Лидер, Корона и др.
7. Алтернативи на съществуващи системи като доразвитие: CIPS (Китай) – алтернативна система и доразвитие на SWIFT като спомага за прехвърлянето на средства.
8. Интернет банкиране – плащане от компютър онлайн чрез електронен превод от сметка:
- Моята Фибанк, Асет онлайн [17], ДСК Директ – интернет банкиране [18], Райфайзен Онлайн [19], ОББ Онлайн [20], Булбанк Онлайн [21], e-Postbank [22] и др.
- Sberbank Online